# Јасна Ђуричић
Јасна Ђуричић (Рума, 16. април 1966) српска је позоришна, телевизијска и филмска глумица.

## Биографија
Јасна Ђуричић је рођена у Руми 16. априла 1966. године. Завршила је Академију уметности у Новом Саду, у класи професора Бранка Плеше. Била је стални члан Српског народног позоришта у Новом Саду од 1990. године, где је била првакиња драме. Сада самостални уметник.
Остварила бројне позоришне, филмске и ТВ улоге.
Професорка је глуме на Академији уметности у Новом Саду.
У браку је са глумцем Борисом Исаковићем.

## Одабране улоге у позоришту
- Цмиља, Љубомир Симовић: „Чудо у Шаргану“, режија Егон Савин;
- Марица, Бранислав Нушић: „Сумњиво лице“, режија Дејан Мијач;
- Симка, Љубомир Симовић: „Путујуће позориште Шопаловић“, режија Егон Савин;
- Олга, Николај Кољада: „Мурлин Мурло“, режија Радослав Миленковић;
- Мица, Александар Поповић: „Мрешћење шарана“, режија Егон Савин;
- Јула, Стеван Сремац: „Поп Ћира и поп Спира“, режија Милан Караџић;
- Маргарет, Тенеси Вилијамс: „Мачка на усијаном лименом крову“, режија Љубослав Мајера;
- Бабика, кћи Каранфилових, А. Силађи:„Пепо илити Побуна анђела“;
- Изабела, Вилијам Шекспир: „Мера за меру“, режија Дејан Мијач;
- Баруница Кастели-Глембај, Мирослав Крлежа: „Господа Глембајеви“, режија Егон Савин;
- мајка, Душан Јовановић: „Ослобођење Скопља“, режија Жанко Томић;
- Фема, Јован Стерија Поповић: „Покондирена тиква“, режија Ксенија Крнајски;
- глумица, Луц Хибнер: „Грета, страница 89“, режија Борис Лијешевић;
- Мајка/Удовица, Милена Марковић: „Наход Симеон“, режија Томи Јанежич;
- Мајка, Маја Пелевић: „Ја или неко други“, режија Кокан Младеновић;
- мала сестра, Алиса, Златокоса, Палчица, принцеза, жена, вештица, Милена Марковић: „Брод за лутке“, режија Ана Томовић;
- Маца, Милена Марковић: „Шума блиста“, режија Томи Јанежич (Атеље 212) ;
- Морин Фолан, Мартин Мекдона: „Лепотица Линејна“, режија Борис Исаковић...

## Филмографија
| Год.       | Назив                      | Улога           |
| ---------- | -------------------------- | --------------- |
| 1990.-те   |                            |                 |
| 1999.      | Нек буде што буде          |                 |
| 2000.-те   |                            |                 |
| 2003.      | Ајмо сви у ново            |                 |
| 2003.      | Дремано око                |                 |
| 2004.      | Мемо                       |                 |
| 2004.      | М(ј)ешовити брак           | Меланија        |
| 2007.      | Мера за меру               | Изабела         |
| 2006−2007. | Љубав, навика, паника      | Лепа            |
| 2007.      | Наша мала клиника          | Министрова жена |
| 2009.      | Јесен у мојој улици        |                 |
| 2009.      | На терапији                | Љубица          |
| 2010.-те   |                            |                 |
| 2010.      | Бели, бели свет            | Ружица          |
| 2010.      | Something Sweet            | Бака            |
| 2013.      | Кругови                    | Данка           |
| 2013.      | Одумирање                  | Јованка         |
| 2012−2014. | Фолк (ТВ серија)           | Мирјана Кевић   |
| 2014.      | Варвари                    | Лукина мајка    |
| 2015.      | Умир крви                  | Перса           |
| 2015.      | The Paradise Suite         | Сека            |
| 2016.      | Транзиција                 | Ујна            |
| 2016.      | Добра жена                 | Сузана          |
| 2016.      | Дневник машиновође         | Сида            |
| 2016.      | Disquiet                   | Стаменка        |
| 2016−2017. | Сумњива лица               | Љиљана          |
| 2017.      | Мушкарци не плачу          | Конобарица      |
| 2018.      | Јужни ветар                | Анђела Мараш    |
| 2018.      | Ти имаш ноћ                | Мајка           |
| 2019.      | Жмурке                     | Анђа            |
| 2019.      | О животу и о смрти         | Мајка           |
| 2019.      | 19 Schaffarik Street       | Вања            |
| 2019.      | Група                      | Сремица         |
| 2020.-те   |                            |                 |
| 2020.      | Куда идеш, Аида?           | Аида Селманагић |
| 2021.      | Адвокадо                   | тетка Сунчица   |
| 2022.      | Хероји радничке класе      | Лидија Јакшић   |
| 2022.      | Да ли сте видели ову жену? | Јагода          |
| 2023.      | Изгубљена земља            | Марклена        |
| 2023.      | Сирин (филм)               | Андријина жена  |
| 2023.      | Само кад се смијем         | Тинина мајка    |
| 2023.      | Знам како дишеш            | Невена Муртезић |
| 2024.      | Сабља (ТВ серија)          | Светлана        |
| 2025.      | Звечарке (филм)            | Миланка         |

## Награде и признања
- Одисеј Горана Стефановског, Драма Српског народног позоришта (копродукција са „Казалиштем Ulysses", Загреб, "ГДК Gavella", Загреб, „Словенским народним гледалишчем – Драма", Марибор; "Позориштем Атеље 212", Београд, „Стеријиним позорјем", Нови Сад и "Театаром на Навигаторот Скопје"); СНП, Нови Сад, 2012/13; Јасна Ђуричић, Никола РистановскиДобричин прстен, награда за животно дело 2014. године
- Награда Жанка Стокић, глумачкој личности која је обележила позоришни, филмски и ТВ живот Србије својом стваралачком зрелошћу и богатством глумачког израза
- Стеријина награда за улогу Цмиље у представи „Чудо у Шаргану“ 1993. године
- Статуета Ћуран, на 33. фестивалу „Дани комедије“ у Јагодини, за улогу Феме у представи Покондирена тиква, 2004.
- Статуета Ћуран, на 35. фестивалу „Дани комедије“ у Јагодини, за улогу глумице у представи Грета рр. 89, 2006.
- Награда Милош Жутић, за улогу Олге у представи „Мурлин Мурло“ 1996.
- Награда Зоран Радмиловић за улогу Мајке у представи „Ја или неко други“ 2007. године
- Награда „Предраг Томановић“ 1997. године
- Награда Сребрни леопард на Филмском фестивалу у Локарну (Швајцарска) за најбољу улогу у филму „Бели, бели свет“, Олега Новковића 2010. године
- Награда „Пера Добриновић“ за улогу Цмиље у представи Чудо у Шаргану 1992.
- Статуета слободе на Позоришним свечаностима у Младеновцу за улогу Цмиље у представи Чудо у Шаргану 1992.
- награда Вечерњих новости 1995. године
- бројне награде СНП-а
- награда на Гардош фесту за улогу Марице у представи „Сумњиво лице“ 1995. године и за главну женску улогу 1997. године
- Златна медаља на 17. позоришним свечаностима у Шапцу
- Награда на Вршачкој позоришној јесени 1999. године
- Награда на IV југословенском позоришном фестивалу 1999. године
- Награда за најбољу епизодну улогу на Стеријином позорју, награда Вечерњих новости, 1995. за улогу Марице у представи Сумњиво лице Б. Нушића 1995.
- Награда на Фестивалу подунавских земаља у Бугарској за улогу Олге у представи Мурлин Мурло Н. Кољаде 1997.
- Медаљон „Љубиша Јовановић“ на Фестивалу „Љубиша Јовановић“ (Шабац) за улогу Олге у представи Мурлин Мурло Н. Кољаде 1997.
- Награда на Југословенском позоришном фестивалу у Ужицу 1999. за улогу Изабеле у представи Мера за меру В. Шекспира.
- Златна медаља „Јован Ђорђевић“, највише признање СНП-а, 2004.
- Стеријина награда за улогу Мајке и удовице у представи „Наход Симеон“ 2007. године
- Стеријина награда за улоге у представама „Брод за лутке“ и "Шума блиста" 2009. године
- Награда за најбољу женску улогу (Брод за лутке) на Фестивалу професионалних позоришта Војводине, Зрењанин 2009.
- Награда за изузетну глумачку мисао и убедљиву глумачку трансформацију на Јоакимфесту у Крагујевцу (Брод за лутке)
- Награда Радио-телевизије Републике Српске, Театар фест „Петар Кочић” – Фестивал различитих тенденција, Бањалука (Брод за лутке), 2010.
- Награда за партнерску игру на Фестивалу глумца у Никшићу 2010. за представу Грета, страница 89 Луца Хибнера у режији Бориса Лијешевића
- „Златни ловоров вијенац” за најбоље глумачко остварење (Галеб) – 53. МЕСС, Сарајево, 2013.
- Стеријина награда за улогу Ирине Николајевне Аркадине у представи „Галеб“ 2013. године
- Добричин прстен за 2014. годину.[2]
- Награда „Срце Сарајева“ за најбољу глумицу, 2021.[3]
- Награда „European Film Awards 2021 “ за најбољу глумицу, 2021.

## Галерија
- Брод за лутке Милене Марковић у режији Ане Томовић, Драма СНП-а, Нови Сад, 2008/09. На 54. Стеријином позорју, ова представа је добила Стеријине награде: као најбоља у целини, за текст, глумци Јасна Ђуричић и Радован Вујовић за глуму, Дарко Рундек за музику и награду Округлог стола 54. Позорја. Фотографије су део фото збирке Српског народног позоришта.
- "Брод за лутке", Драма СНП-а, Нови Сад, 2008/09; Радоје Чупић
- "Брод за лутке", Драма СНП-а, Нови Сад, 2008/09; Милица Грујичић, Јасна Ђуричић
- "Брод за лутке", Драма СНП-а, Нови Сад, 2008/09; Јасна Ђуричић, Ненад Пећинар
- "Брод за лутке", Драма СНП-а, Нови Сад, 2008/09; Радоје Чупић, Јасна Ђуричић, Радован Вујовић
- "Брод за лутке", Драма СНП-а, Нови Сад, 2008/09; Радоје Чупић, Ненад Пећинар, Радован Вујовић, Јасна Ђуричић

- Грета, страница 89 (драма Луца Хибнера), редитељ Борис Лијешевић; глумци: Јасна Ђуричић и Борис Исаковић, СНП, Нови Сад, сезона 2005/2006.